# Cheval au Soudan
L'histoire du cheval au Soudan débute dès la plus haute Antiquité, et se poursuit à travers l'élevage de montures de type Barbe et Dongola par les tribus locales, tout particulièrement dans la région fertile du Darfour. Au XXe siècle, une politique d'élevage coloniale promeut l'importation puis l'élevage de chevaux Pur-sang anglais et Arabe importés, donnant des races telles que le Tawleed, qui court toujours sur l'hippodrome de Khartoum. La population chevaline du Soudan (incluant le Soudan et l'actuel Soudan du Sud) est probablement de l'ordre des 700 000 individus en 2009. Les épidémies de peste équine et la sécheresse représentent autant d'obstacles à son expansion.  
Les traditions et fêtes soudanaises, qui représentent le principal usage national du cheval, accordent une large place à cet animal, également présent dans les textes traditionnels.

## Histoire

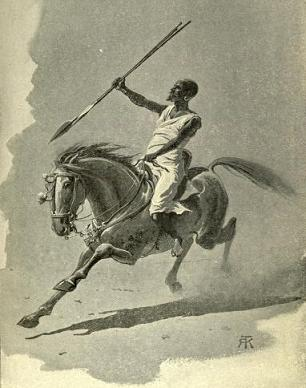
Cavalier Rizeigat.

Les pratiques équestres sont vraisemblablement très anciennes sur le territoire soudanais, comme l'atteste la découverte des restes d'un cheval de char nubien, daté d'environ 1 000 av. J.-C.. D'après Mamoun A. Mekki, secrétaire général de la Fédération équestre soudanaise en 1994, le cheval a en effet été introduit par les Nubiens vers 2 000 av. J.-C.. Contrairement à une croyance répandue, il est assurément présent sur le territoire du Soudan bien avant l'arrivée des tribus musulmanes nomades depuis le Sahara. L'usage de la cavalerie semble historiquement rare, l'infanterie étant préférée. 
Le cheval constitue un héritage culturel, tout particulièrement dans la région du Darfour, chez les Missairiyah et les Rizeigat. Il semble que des courses de chevaux soient pratiquées dans le Darfour depuis le XVIe siècle. Au cours du XXe siècle, une politique d'amélioration de l'élevage est mise en place avec le soutien de tribus locales, qui participent à l'implantation du Pur-sang, notamment dans la région de Khartoum. Les Anglais importent le sport hippique en 1929, et construisent un hippodrome à Karthoum, au confluent du Nil bleu et du Nil blanc. Ils importent d'autres pratiques équestres alors inconnues des Soudanais, telles que le polo et le tent pegging. Alors qu'ils n'avaient nullement l'intention d'enseigner le sport hippique aux soudanais, cette pratique survit à la période coloniale, le sport hippique étant en plein développement lors de l'indépendance du pays en 1956. D'après Ahmed Mekki Abdu, premier Gouverneur de Khartoum après l'indépendance, les Anglais re-vendent leurs chevaux aux Soudanais avant leur départ, permettant le maintien de grandes écuries comptant parfois des douzaines d'équidés. 
Les autorités vétérinaires importent des Pur-sang depuis l'Angleterre à partir de 1944, dans l'idée d'« améliorer » le cheptel local et de faire du Soudan un pays exportateur de chevaux vers l'Irak, l'Égypte, la Jordanie et le Nigeria, dont les officiels apprécient de voir les spectacles équestres tribaux du Soudan. Un centre d'élevage est créé à Nyala, capable de recevoir de 10 à 90 juments chaque jour. Ce centre devient le principal fournisseur de chevaux de course à Khartoum, et importe annuellement 400 à 500 de ces animaux jusqu'en 1974. Des chevaux de race Arabe sont également importés à cette époque. Cet élevage s'implante au détriment des races locales, pourtant mieux adaptées à leur biotope.
La crise environnementale et écologique (désertification du Darfour) affecte autant les animaux domestiques que les êtres humains, réduisant les patrouilles à cheval, la pratique du polo, et celle des courses. En 2004, à la frontière entre le Soudan et le Tchad, des milices montées terrorisent la population. Beaucoup sont des Janjawid, miliciens pro-gouvernement arabe. 

## Pratiques

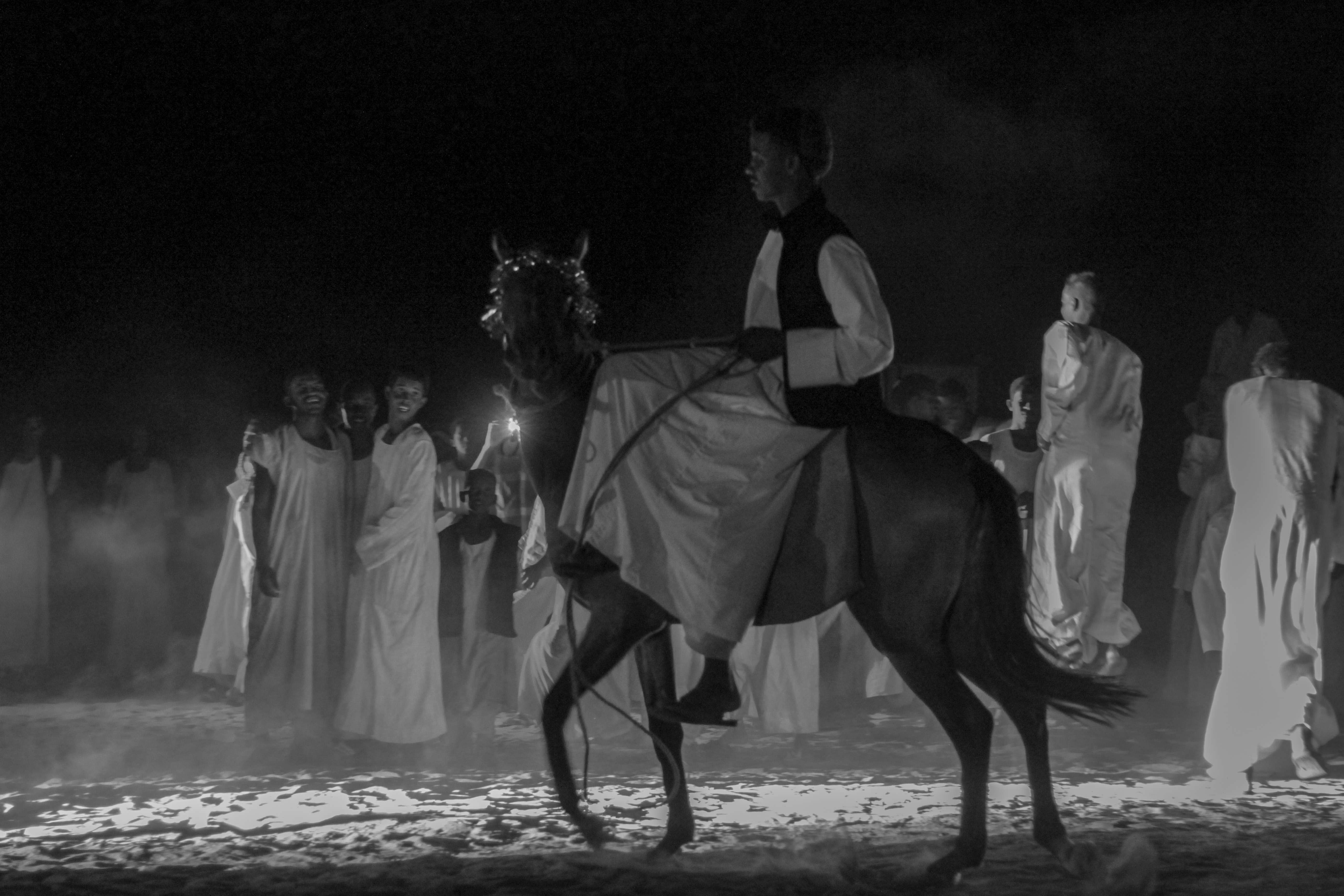
Cavalier et cheval danseur.

Le cheval est vraisemblablement surtout utilisé comme moyen de transport, de traction, et plus rarement comme animal de loisirs. L'équitation est pratiquée dans les zones rurales du Soudan à des fins de transport. L'immense majorité des chevaux soudanais servent d'animaux de travail, à l'exception d'une minorité de chevaux de sport. En plus de ses courses hippiques, le Soudan est connu pour ses compétitions de tent pegging, importées par les britanniques. Ces dernières sont toujours pratiquées localement, y compris par des membres de la famille Al-Mahdi.
L'usage historique éventuel du cheval comme animal de somme, monture pour la chasse, et source de nourriture, est disputé, en raison du faible nombre de sources disponibles : il semble techniquement possible que les anciens Égyptiens et les Nubiens aient consommé du cheval, mais rien ne l'atteste.
Il est en revanche certain que le cheval n'a pas, ou que très peu servi, d'aide agricole. D'après le chercheur Humphrey J. Fisher, de l'Université de Londres (1974), les fêtes et cérémonies traditionnelles semblent constituer le principal usage du cheval au Soudan, ainsi que le premier vecteur de transmission des connaissances en matière d'équitation et de soins aux chevaux. La limite majeure aux pratiques équestres semble résidé dans le coût et la disponibilité du matériel équestre. Il existe également une restriction due à un courant d'Islam radical, qui considère la propriété sur un cheval comme inacceptable, et la pratique de l'équitation comme suspicieuse.
L'usage de la police montée pour sécuriser les rues durant la nuit, inspiré par les traditions britanniques, s'est poursuivi tout au long du XXe siècle, avant de disparaître au début du siècle suivant.

### Sport hippique
Des courses de chevaux sont toujours organisées dans la région de Khartoum (source 2014).

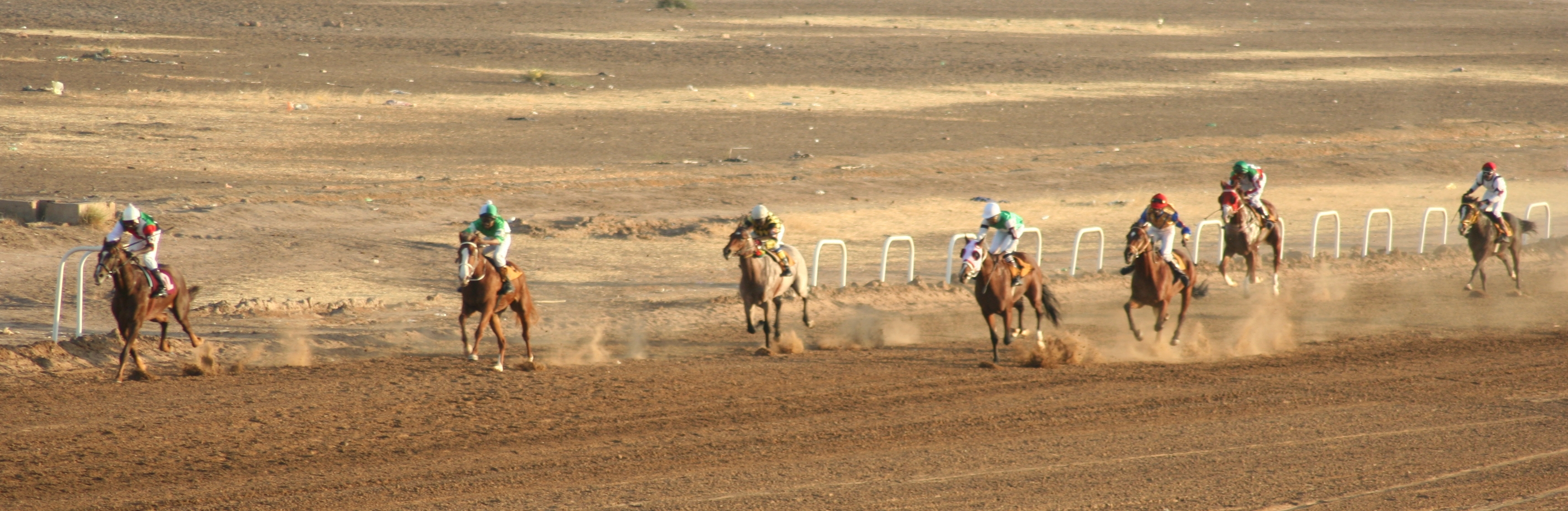
Course de chevaux à Khartoum, en 2007.

Les paris sont interdits en sport hippique, en conformité avec la tradition islamique, mais les courses ont prospéré et représentent l'une des rares distractions possibles dans ce pays à fort taux de pauvreté. La saison des courses se tient d'octobre à juin, en raison de la chaleur. Les personnes soupçonnées de parier malgré l'interdiction sont régulièrement arrêtées. Les jockeys Soudanais, réputés pour leur courage et leur combativité, sont recrutés par des écuries de course des pays du Golfe. En 2012, l'Union africaine a proposé l'organisation de courses de chevaux à Nyala, au Darfour, comme facteur de cohésion et de paix entre les peuples. Le maintien des courses soutient aussi la cohésion et le moral parmi la population soudanaise de Khartoum depuis la sécession du Soudan du Sud.

## Élevage

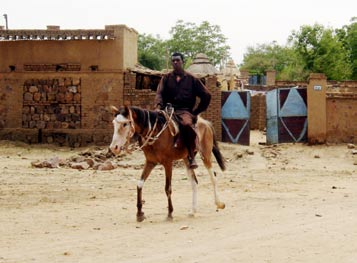
Milicien Janjawid sur un cheval de type Gharkawi.

Le Soudan a la plus vaste population de bétail domestique (bovins, chèvres, chameaux, ânes, moutons...) de toute l'Afrique, l'âne domestique étant bien plus présent que le cheval. Sur la base des chiffres fournis par le gouvernement soudanais en 2009, R. Trevor Wilson estime, dans son étude du bétail domestique au Soudan, que ce pays compterait 784 000 chevaux. Le guide Delachaux avance (2014) un chiffre d'environ 20 000 chevaux au Soudan, ce dernier semblant peu réaliste, en accord avec les nombreuses erreurs que contient par ailleurs cet ouvrage.
Le type chevalin originel du Soudan est un Barbe, assez petit, doté d'une ossature légère. Dès les années 1950 et 1960, les chevaux du Soudan sont croisés avec les races Arabe et Pur-sang importées. La base de données DAD-IS répertorie 5 races de chevaux élevées actuellement ou par le passé au Soudan : le Dongola (en différenciant le Dongola d'Afrique de l'Ouest), le Soudanais, le Tawleed et le Gharkawi. Le guide Delachaux compte seulement deux races locales, le Gharkawi et le Soudanais. 
Tous les chevaux présents sur le sol du Soudan sont désormais (en 2018) la propriété de Soudanais. 

### Maladies et parasitisme
Comme d'autres pays d'Afrique du Nord et du Moyen-Orient, la région de Khartoum est frappée par des épidémies de peste équine, qui induisent une forte mortalité chevaline. 85 % des chevaux soudanais étudiés ont été, directement ou indirectement, exposés à ce virus. La piroplasmose est aussi présente, 35,9 % des chevaux et des ânes testés (en 2013) étant ou ayant été parasités. Le parasitage par Babesia caballi et Theileria equi est fréquent (2008).

## Culture
Le cheval est souvent mentionné dans les poèmes et les chansons traditionnelles du Soudan. À l'occasion des fêtes, notamment des mariages, des cavaliers richement harnachés accompagnent les processions. Les Soudanais font aussi de nombreuses références au rôle important du cheval dans le Coran et les conquêtes islamiques. Le cheval a toujours représenté un présent ou un tribut prestigieux.
Une expression populaire soudanaise dit « Pecunia non olet », pouvant se traduire tout à la fois par « l'argent n'a pas d'odeur » et « ne regarde pas la bouche d'un cheval que l'on t'a donné ».